# José Casado del Alisal

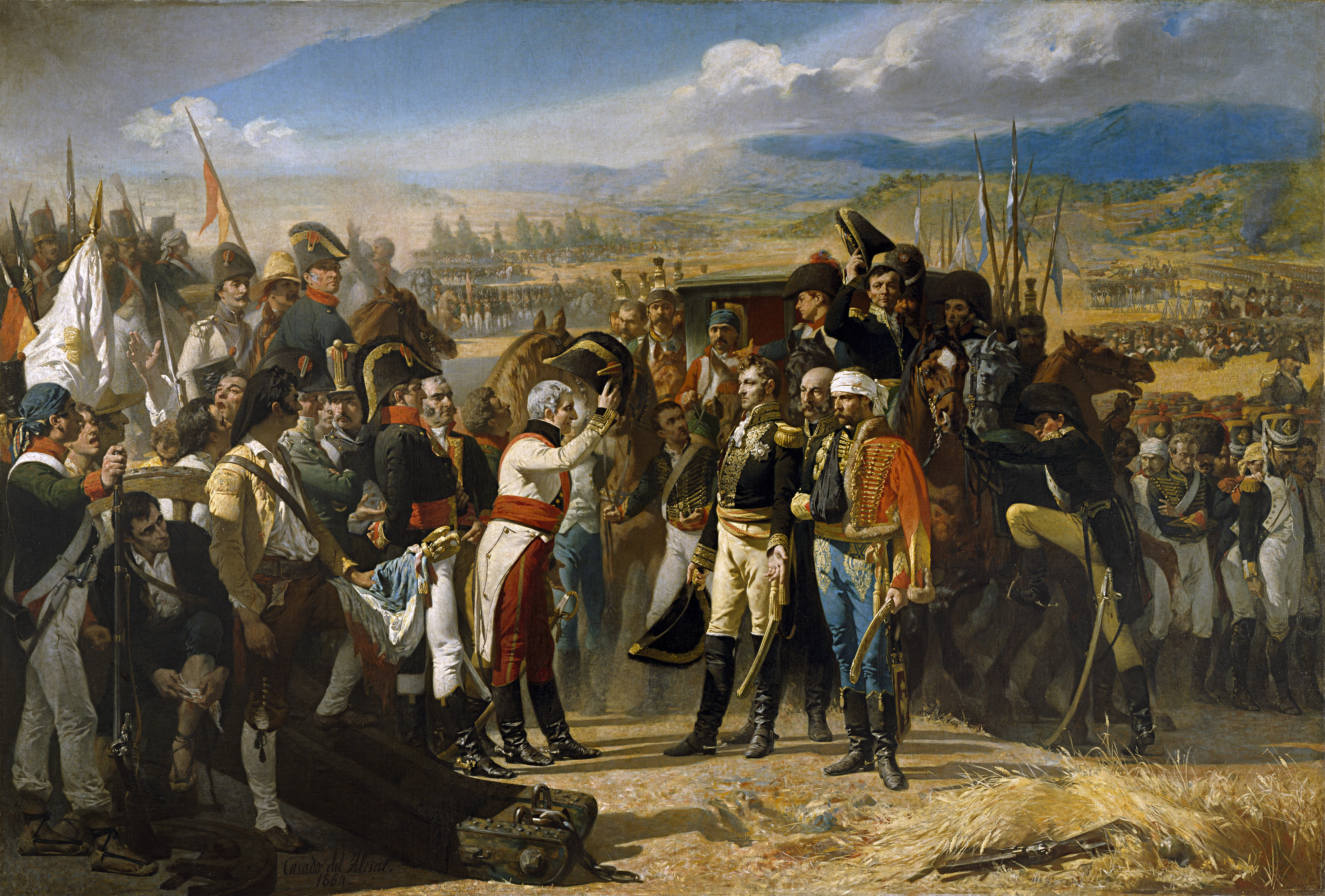
José Casado del Alisal, La resa di Bailén, 1864

José Casado del Alisal (Villada, 24 marzo 1830 – Palencia, 8 ottobre 1886) è stato un pittore spagnolo, di temi storici tra romanticismo e realismo.

## Biografia
Frequentò la Reale Accademia di Belle Arti di San Fernando a Madrid dove ebbe per maestro Federico Madrazo. Nel 1855 giunse a Roma grazie a una borsa di studio vinta con il quadro La resurrezione di Lazzaro e nel 1860 si trasferì a Parigi dove ottenne diversi riconoscimenti alle esposizioni nazionali per i suoi quadri storici.
Fu direttore dell'Accademia Spagnola di Roma e membro della Reale Accademia di Belle Arti di San Fernando.
Fu un apprezzato ritrattista del suo tempo ma le sue opere più significative appartengono al genere del realismo storico retrospettivo in cui si trovò a competere con il conterraneo Antonio Gisbert anche sul piano politico e ideale: quest'ultimo infatti aderiva alle idee liberali, mentre lui, José, parteggiava per i conservatori.
Si cimentò anche nella pittura di genere.
La sua opera risente del periodo di transizione dal romanticismo al realismo.
Morì a Palencia nel 1886.

## Opere
- La resurrezione di Lazzaro (1855)

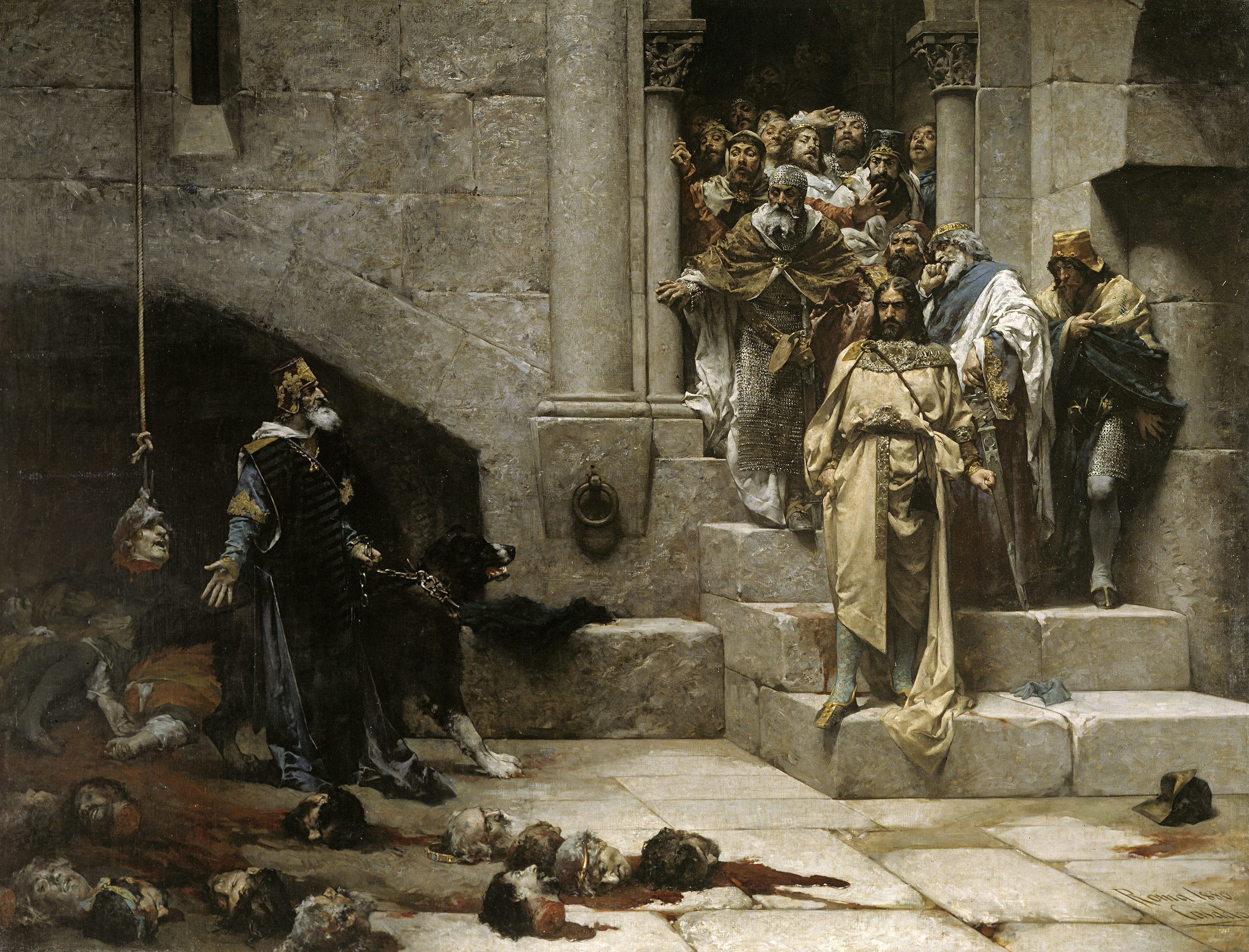
José Casado del Alisal, La campana di Huesca, 1880

- Gli ultimi istanti di Fernando IV el Emplazado (1860)
- La campana di Huesca (1880)
- La resa di Bailén  (1864, Madrid, Museo del Prado)
- Il giuramento delle Cortes di Cadice

Ritratti:
- Baldomero Espartero
- Isabella II
- Alfonso XII
- Emilio Castelar